# Вогняна Земля (національний парк)
Вогняна Земля (ісп. Parque Nacional Tierra del Fuego) — національний парк у південній частині аргентинського сектору острова Ісла-Гранде, розташований за 11 км на захід від Ушуаї.
Парк було створено 15 жовтня 1960 року і розширено у 1966 році. Нині його площа становить 630 км². Парк є найпівденнішим національнім парком планети й першим в Аргентині, створеним на морському узбережжі. За класифікацією IUCN віднесений до II категорії.
У національному парку лежать крайні точки Панамериканського шосе та найпівденнішої у світі залізниці (FCAF). До території парку включено озеро Рока й частину озера Фаньяно. Південна частина національного парку — північне узбережжя протоки Бігля.

## Клімат
Парк розташований у зоні помірного клімату, для якого характерні часті опади, тумани й сильні вітри. Основний напрямок вітру — західний. Середня річна кількість опадів становить до 700 мм. Пік опадів припадає на період з березня до травня. Середня температура літа становить 10 °C, зими — близько 0 °C.
Середні річні температури, зафіксовані для міста Ушуая, становлять 5,4 °C, з максимальною температурою 14,2 °C та мінімальною −2,4 °C.

## Географія
До висоти 500—600 м над рівнем моря на території розташовані Магелланові ліси, вище — андська гірська рослинність, на вершинах — льодовики. Ландшафт парку є результатом льодовикової ерозії.

## Флора й фауна
Флора парку є типовою для Вогняної Землі, і представлена такими основними видами:
- Субантарктична флора:
  - Нотофагус антарктичний,
  - Nothofagus pumilio[7],
  - Нотофагус березовий.
- За даними IUCN, на території парку зустрічаються також такі види:
  - Південний бук,
  - Барбарис самшитолистий,
  - Embothrium coccineum,
  - Дріміс Вінтера,
  - Водяника,
  - Empetrum rubrum,
  - Фізаліс звичайний,
  - Gaultheria mucronata,
  - Berberis darwinii[8].

З фауни були інтродуковані:
- Європейський кролик,
- Бобер,
- Сіра лисиця.

Серед понад 90 видів птахів найбільший інтерес складають:
- Патагонська казарка,
- Андська качка,
- Смарагдовий папуга,
- Андський кондор,
- Темний кулик-сорока,
- Магелланів кулик-сорока[9][8][2][10].